# Filmografia de Hayao Miyazaki

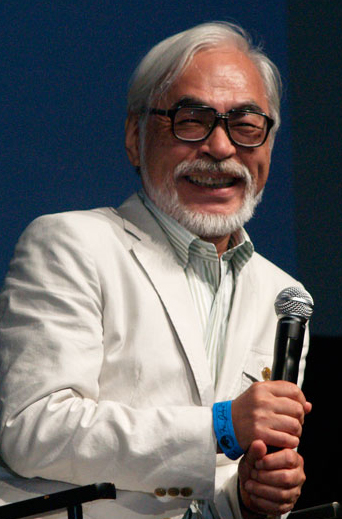
Miyazaki na San Diego Comic-Con em julho 2009

Hayao Miyazaki é um animador, cineasta, roteirista, escritor e artista de mangá japonês. Começou sua carreira em 1963 como animador intermediário na Toei Animation, trabalhando em produções como Ōkami Shōnen Ken e Shōnen Ninja Kaze no Fujimaru. Tornou-se animador principal e atuou em várias obras, incluindo Mahōtsukai Sarī, Nagagutsu o Haita Neko e Moomin. Transferiu-se para a A Production em 1971, onde estreou como diretor na série Rupan Sansei; também escreveu e participou do projeto dos curtas-metragens Panda Kopanda e Panda Kopanda: Amefuri Sākasu no Maki. Pelos anos seguintes Miyazaki trabalhou em diferentes estúdios, dirigindo as séries Mirai Shōnen Conan e Meitantei Hōmuzu, além de colaborar nos projetos de Arupusu no Shōjo Haiji, Haha o Tazunete Sanzenri e Akage no An.
Miyazaki dirigiu e escreveu seu primeiro longa-metragem em 1979, Rupan Sansei: Kariosutoro no Shiro para a Tokyo Movie Shinsha, seguido em 1982 por Kaze no Tani no Naushika para a Topcraft. Em 1985 ele co-fundou o Studio Ghibli, empresa pela qual trabalha desde então. Nela, Miyazaki escreveu e dirigiu Tenkū no Shiro Rapyuta em 1986, Tonari no Totoro em 1988, Majo no Takkyūbin em 1989, Kurenai no Buta em 1992, Mononoke Hime em 1997, Sen to Chihiro no Kamikakushi em 2001, Hauru no Ugoku Shiro em 2004, Gake no Ue no Ponyo em 2008 e Kaze Tachinu em 2013. Além disso, ele também contribuiu com os roteiros de Mimi wo Sumaseba em 1995, Kari-gurashi no Arietti em 2010 e Kokuriko-zaka Kara em 2011, além de vários curtas-metragens exibidos exclusivamente no Museu Ghibli.

## Longas-metragem
| Ano  | Título                             | Diretor | Roteirista | Animador | Notas                                               |
| ---- | ---------------------------------- | ------- | ---------- | -------- | --------------------------------------------------- |
| 1963 | Wanwan Chūshingura                 |         |            | Sim      |                                                     |
| 1965 | Garibā no Uchū Ryokō               |         |            | Sim      |                                                     |
| 1968 | Taiyō no Ōji Horusu no Daibōken    |         |            | Sim      | Também storyboards e projeto de cenas               |
| 1969 | Nagagutsu o Haita Neko             |         |            | Sim      | Também storyboards e projeto                        |
| 1969 | Soratobu Yūreisen                  |         |            | Sim      | Também storyboards e projeto                        |
| 1971 | Dōbutsu Takarajima                 |         |            | Sim      | Também consultor de história, storyboards e projeto |
| 1971 | Ari Baba to Yonjuppiki no Tōzoku   |         |            | Sim      | Também organizador e storyboards                    |
| 1979 | Rupan Sansei: Kariosutoro no Shiro | Sim     | Sim        |          | Também storyboards e projeto                        |
| 1982 | Supēsu Adobenchā Kobura            |         |            | Sim      |                                                     |
| 1984 | Kaze no Tani no Naushika           | Sim     | Sim        |          |                                                     |
| 1986 | Tenkū no Shiro Rapyuta             | Sim     | Sim        |          |                                                     |
| 1988 | Tonari no Totoro                   | Sim     | Sim        |          | Também storyboards                                  |
| 1989 | Majo no Takkyūbin                  | Sim     | Sim        |          | Também produtor                                     |
| 1992 | Kurenai no Buta                    | Sim     | Sim        |          |                                                     |
| 1995 | Mimi wo Sumaseba                   |         | Sim        |          | Também produtor supervisor e storyboards            |
| 1997 | Mononoke Hime                      | Sim     | Sim        |          |                                                     |
| 2001 | Sen to Chihiro no Kamikakushi      | Sim     | Sim        |          |                                                     |
| 2004 | Hauru no Ugoku Shiro               | Sim     | Sim        |          | Também produtor executivo                           |
| 2008 | Gake no Ue no Ponyo                | Sim     | Sim        |          | Também produtor executivo                           |
| 2010 | Kari-gurashi no Arietti            |         | Sim        |          | Também produtor executivo e projeto                 |
| 2011 | Kokuriko-zaka Kara                 |         | Sim        |          | Também projeto                                      |
| 2013 | Kaze Tachinu                       | Sim     | Sim        |          |                                                     |
| 2023 | Kimi-tachi wa Dō Ikiru ka          | Sim     | Sim        |          |                                                     |

## Séries de televisão
| Ano  | Título                        | Diretor | Animador | Notas                                          |
| ---- | ----------------------------- | ------- | -------- | ---------------------------------------------- |
| 1963 | Ōkami Shōnen Ken              |         | Sim      |                                                |
| 1964 | Shōnen Ninja Kaze no Fujimaru |         | Sim      |                                                |
| 1966 | Mahōtsukai Sarī               |         | Sim      |                                                |
| 1969 | Moomin                        |         | Sim      |                                                |
| 1971 | Rupan Sansei                  | Sim     |          |                                                |
| 1972 | Yuki no Taiyô                 | Sim     |          | Piloto para uma série nunca produzida          |
| 1974 | Arupusu no Shōjo Haiji        |         |          | Projeto de cena                                |
| 1976 | Haha o Tazunete Sanzenri      |         |          | Projeto de cena                                |
| 1978 | Mirai Shōnen Conan            | Sim     |          |                                                |
| 1979 | Akage no An                   |         |          | Projeto de cena, 15 episódios                  |
| 1980 | Shin Rupan Sansei             | Sim     |          | Sob o pseudônimo "Tsutomu Teruki", 2 episódios |
| 1984 | Meitantei Hōmuzu              | Sim     |          | 6 episódios                                    |

## Curtas-metragem
| Ano  | Título                                | Diretor | Roteirista | Animador | Notas                                                      |
| ---- | ------------------------------------- | ------- | ---------- | -------- | ---------------------------------------------------------- |
| 1972 | Panda Kopanda                         |         | Sim        | Sim      | Também storyboards e projeto                               |
| 1973 | Panda Kopanda: Amefuri Sākasu no Maki |         | Sim        | Sim      | Também storyboards e projeto                               |
| 1995 | On Your Mark                          | Sim     |            |          | Videoclipe da canção "On Your Mark", da dupla Chage & Aska |
| 2001 | Kujiratori                            | Sim     | Sim        |          | Exclusivo do Museu Ghibli                                  |
| 2002 | Koro no Daisanpo                      | Sim     | Sim        |          | Exclusivo do Museu Ghibli                                  |
| 2002 | Kūsō no Sora Tobu Kikaitachi          | Sim     | Sim        |          | Exclusivo do Museu Ghibli                                  |
| 2003 | Mei to Konekobasu                     | Sim     | Sim        |          |                                                            |
| 2006 | Mizugumo Monmon                       | Sim     | Sim        |          | Também produtor, exclusivo do Museu Ghibli                 |
| 2006 | Yadosagashi                           | Sim     | Sim        |          | Também produtor, exclusivo do Museu Ghibli                 |
| 2006 | Hoshi o Katta Hi                      | Sim     | Sim        |          | Exclusivo do Museu Ghibli                                  |
| 2010 | Pandane to Tamago Hime                | Sim     | Sim        |          | Exclusivo do Museu Ghibli                                  |
| 2018 | Kemushi no Boro                       | Sim     | Sim        |          | Também produtor, exclusivo do Museu Ghibli                 |